# 霍濟河
44°32′06″N 40°43′43″E / 44.5350°N 40.7286°E
霍濟河（俄语：Ходзь），是俄羅斯的河流，流經該國西南部克拉斯诺达尔边疆区和阿迪格共和國，屬於拉巴河的左支流，河道全長88公里，流域面積1,250平方公里，上游有多座瀑布。